# Paracilicaea asiatica
Paracilicaea asiatica là một loài chân đều trong họ Sphaeromatidae. Loài này được Kussakin, Malyutina & Rostomov miêu tả khoa học năm 1990.